# Hosejn Ebrahimijan
Said Hosejn Ebrahimijan Mollaghasemi (pers. سيد حسين اهيميان ملاقاسمی; ur. 15 marca 1933, zm. 25 kwietnia 2022) – irański zapaśnik walczący w obu stylach. Dwukrotny olimpijczyk. Szósty w Rzymie 1960; odpadł w eliminacjach w Tokio 1964. Walczył w kategorii 62 – 70 kg, w stylu klasycznym.
Wicemistrz świata z 1957; piąty w 1962 roku.